# Front d'Esquerra

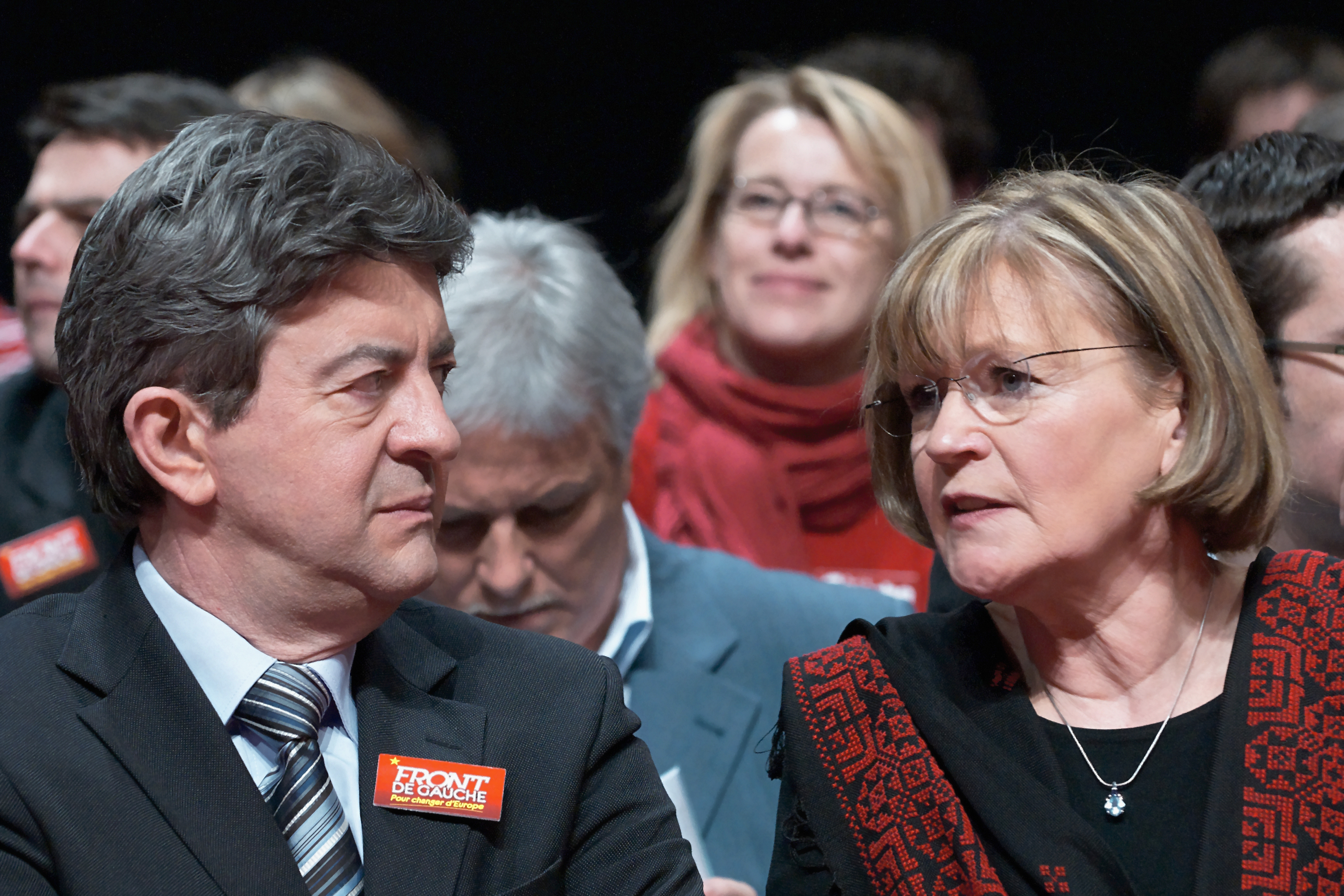
El cap del Parti de Gauche, Jean-Luc Mélenchon, amb la cap del Partit Comunista, Marie-George Buffet, en un míting del Front d'Esquerres en 2009

El Front d'Esquerra a França (en francès Front de Gauche i les sigles FG) és una aliança entre els dos majors, a banda del socialista (PS), francesos, l'any 2009, el Partit Comunista Francès (PCF) i el Partit d'Esquerra, (PG). La coalició es va formar de cara a les Eleccions Europees de 2009 i s'ha mantingut l'any 2010 de per a les eleccions regionals franceses de 2010. La tendència global de l'aliança engloba tot l'espectre més a l'esquerra que el PS més l'ecologisme. El Front d'Esquerres està presidit per en Jean-Luc Mélenchon.